# Semmering (Dolní Rakousy)
Semmering je obec v Rakousku ve spolkové zemi Dolní Rakousy v okrese Neunkirchen. Má 607 obyvatel (31. 3. 2009).
Obec je vyhledávána především pro možnost zimních sportů a vícekrát hostila Světový pohár v alpském lyžování. Když byla v roce 1854 dokončena slavná Semmerinská železnice, znamenalo to pro obec velký příliv turistů z Vídně. Dnes je turistů již méně, nicméně každoročně zde zůstane podle záznamů z ubytovacích zařízení více než 100 000 lidí déle než jeden den. Podle údajů z roku 2009 má obec stálý počet 607 obyvatel.

## Poloha a přírodní poměry
Obec leží v oblasti průsmyku Semmering na rychlostní silnici S6, která je průjezdná od roku 2004 po dokončení tunelu. Přes obec vede i Semmerinská železnice. Nachází se v nadmořské výšce 962 m.

## Turistika
Okolí Semmeringu je známou lyžařskou lokalitou. Nacházejí se tu dvě lyžařská střediska Stuhleck a Hirschenkogel, spojená do lyžařské oblasti Semmering.

## Galerie

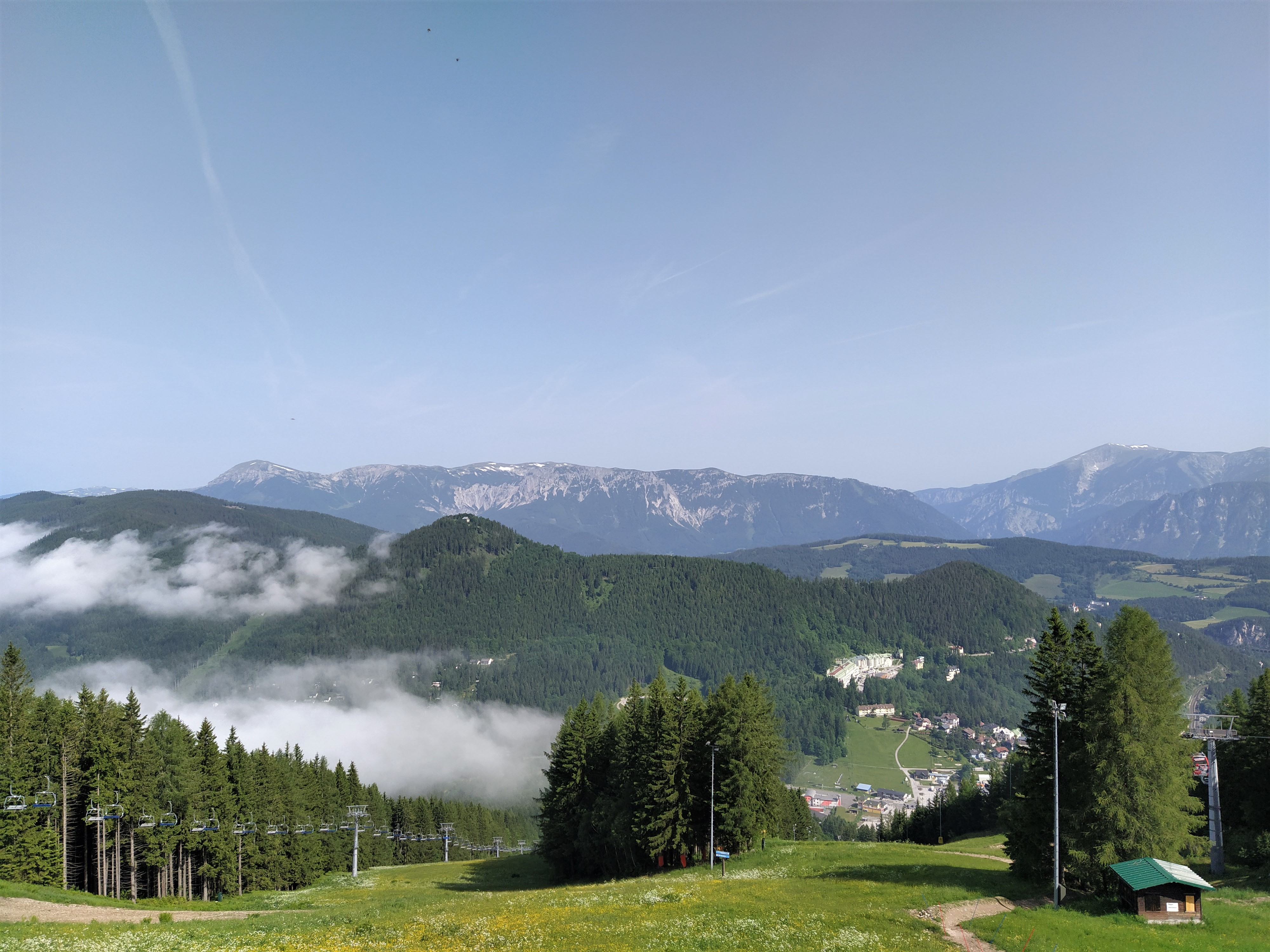
Pohled na Semmering z vrcholu Hirschenkogel
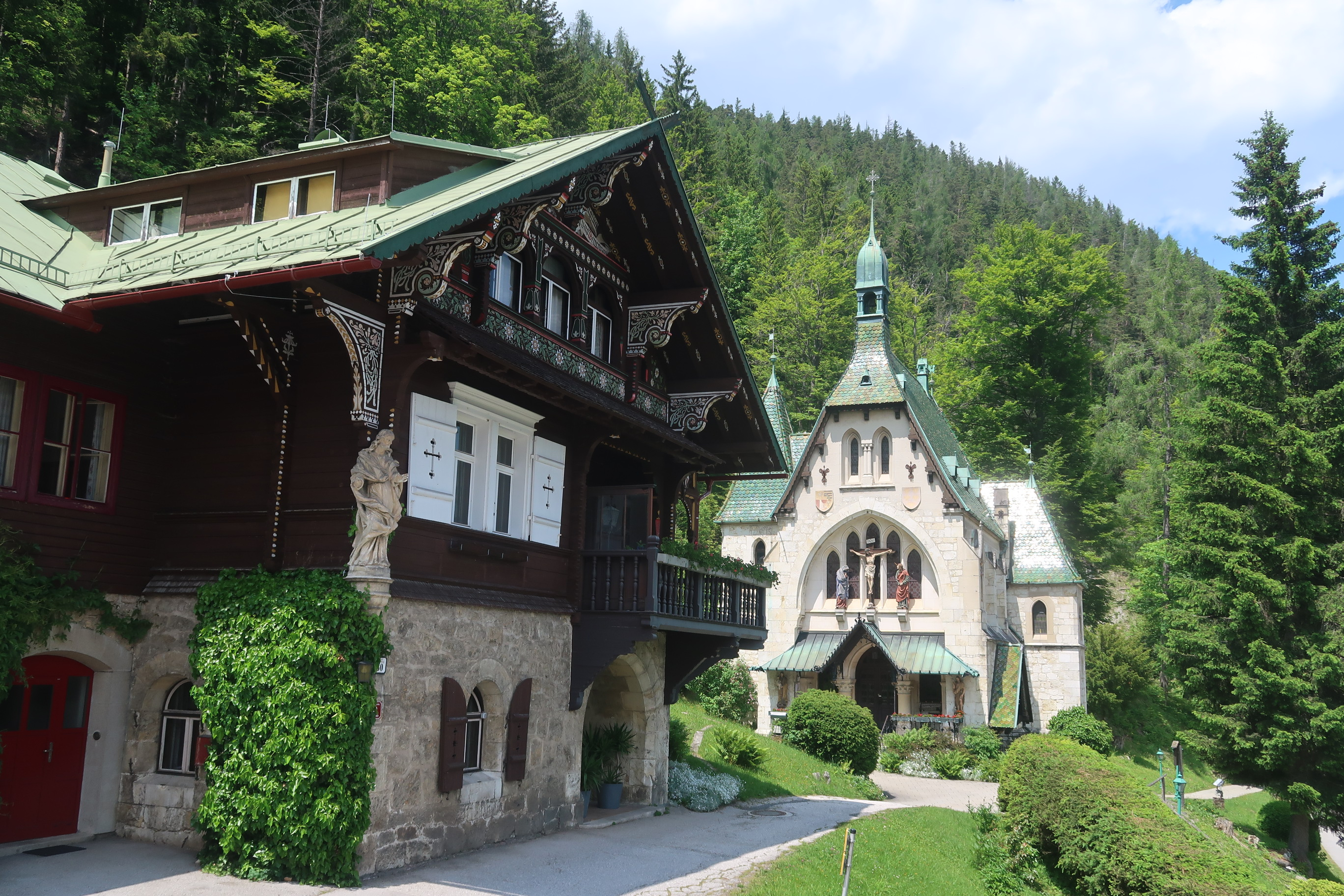
Fara a kostel sv. Rodiny (1894) v místní části Kurort Semmering
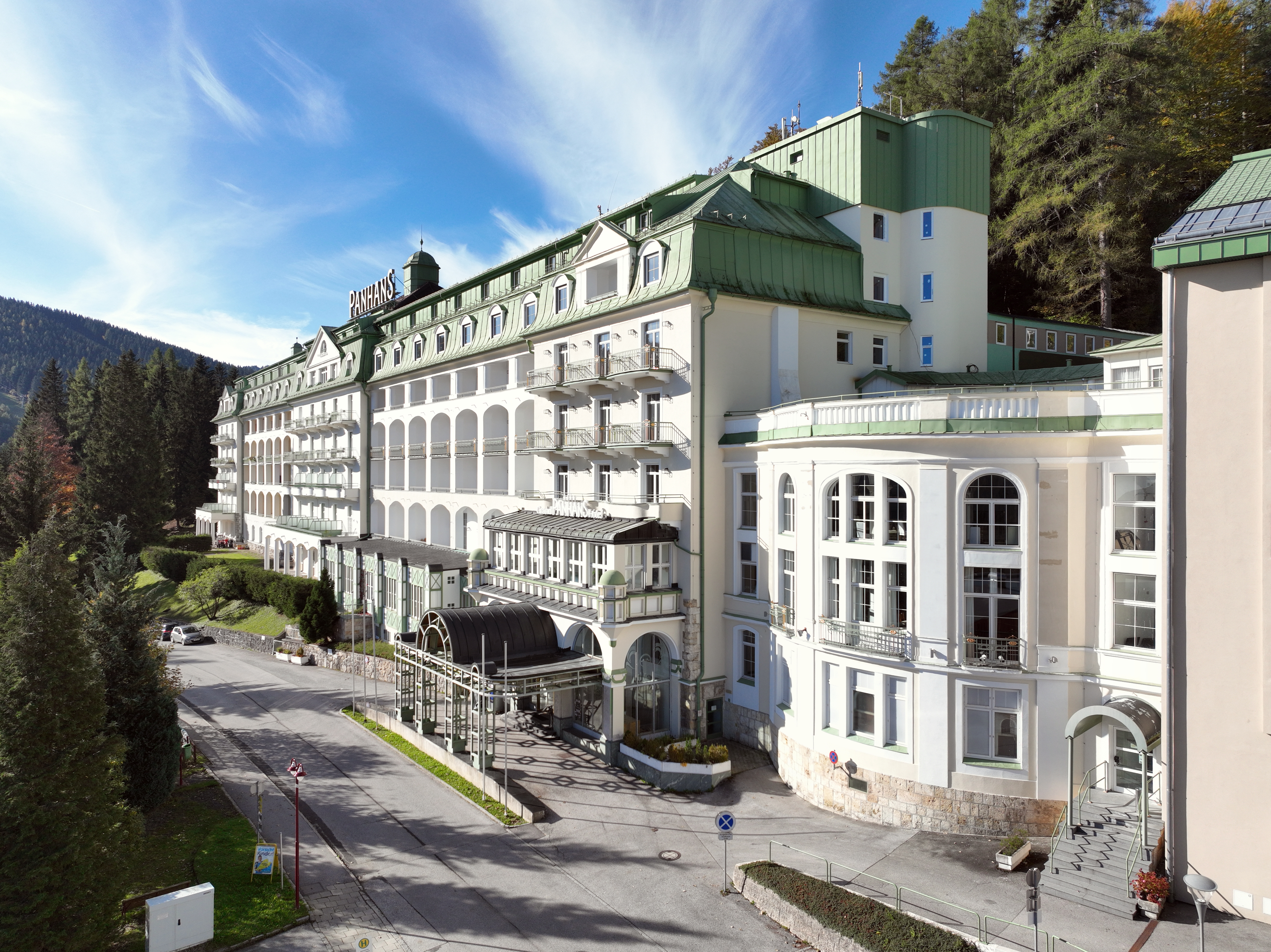
Hotel Panhans (1888)
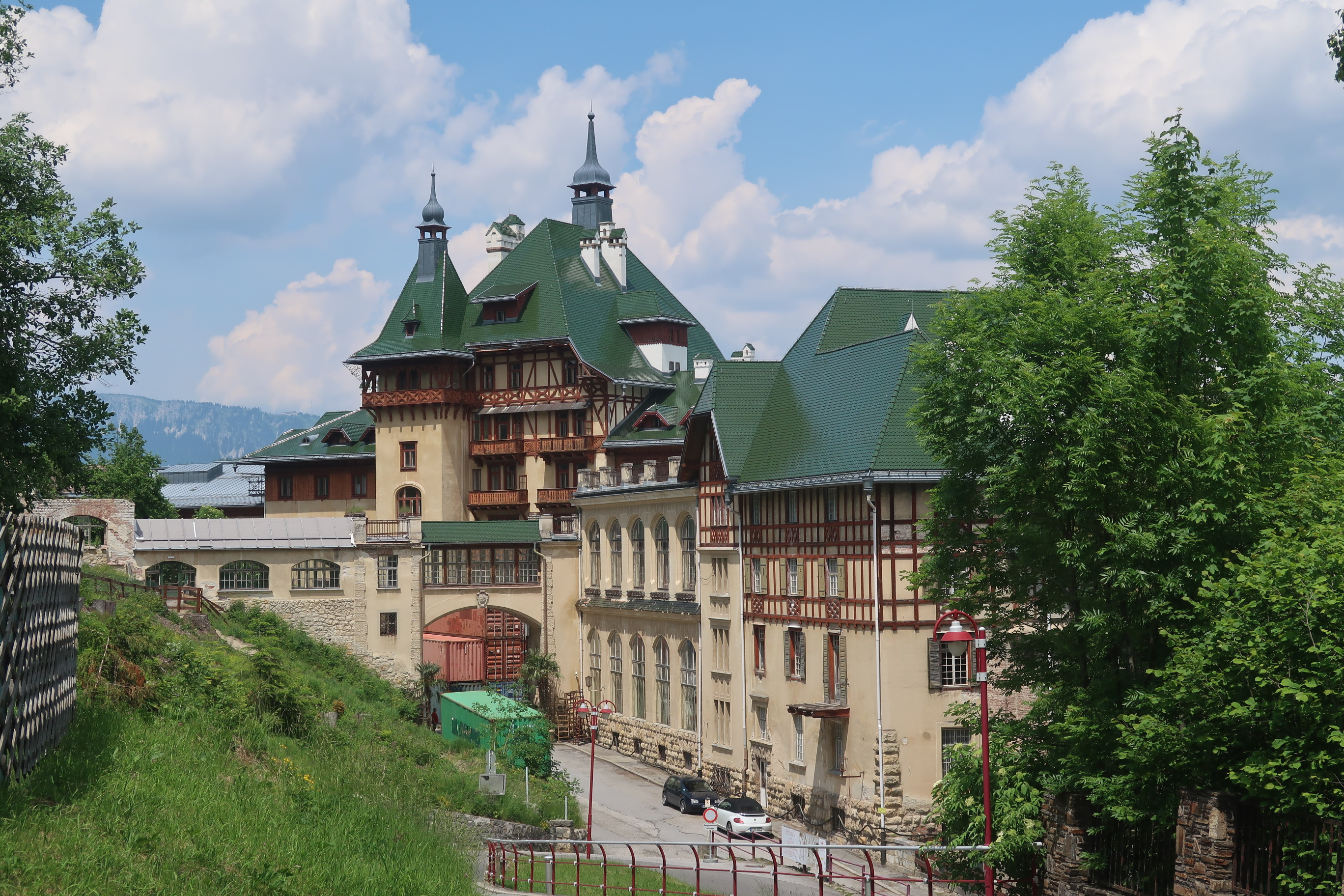
Südbahnhotel (1882)
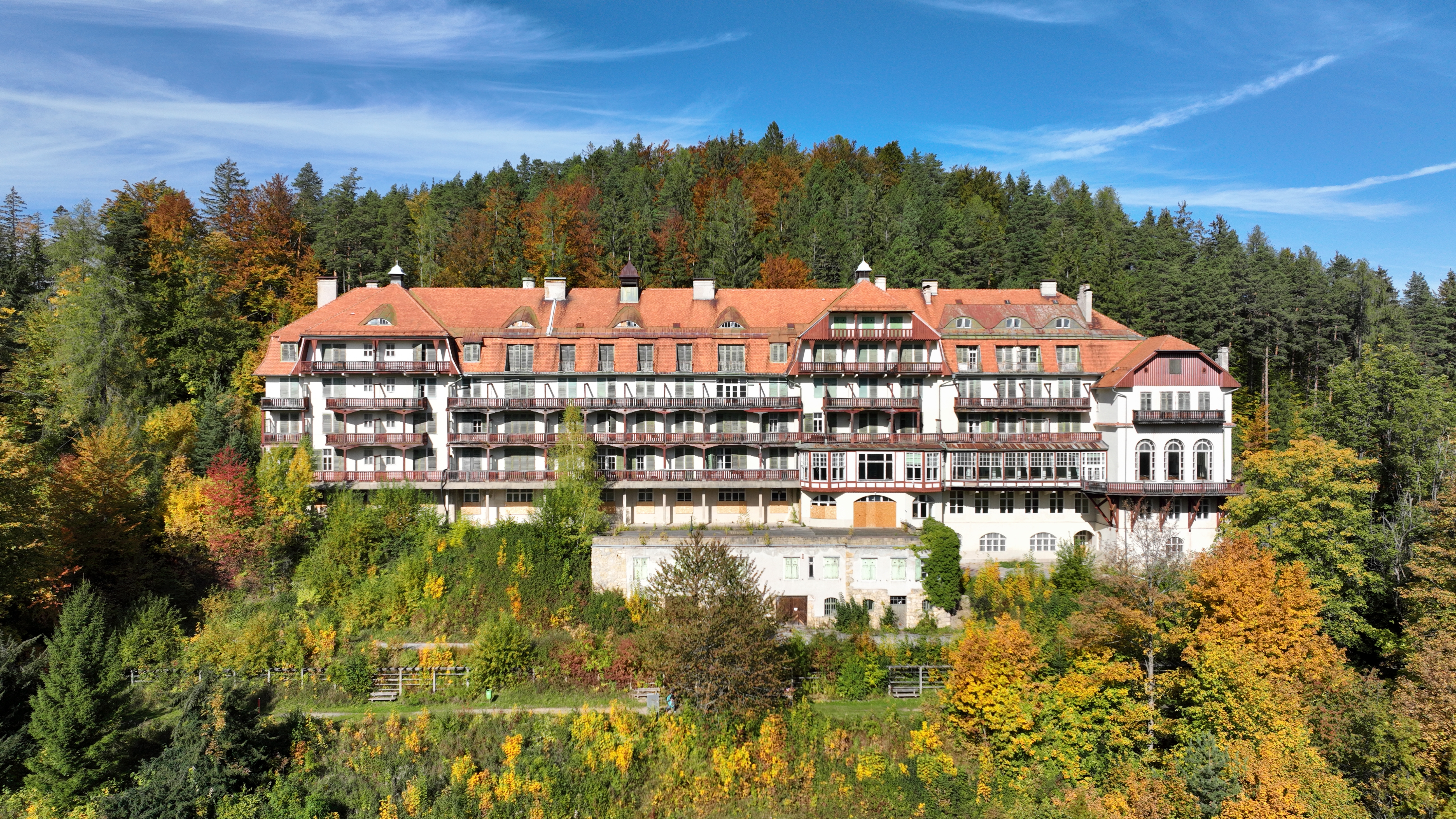
Kurhaus (1907–1908)
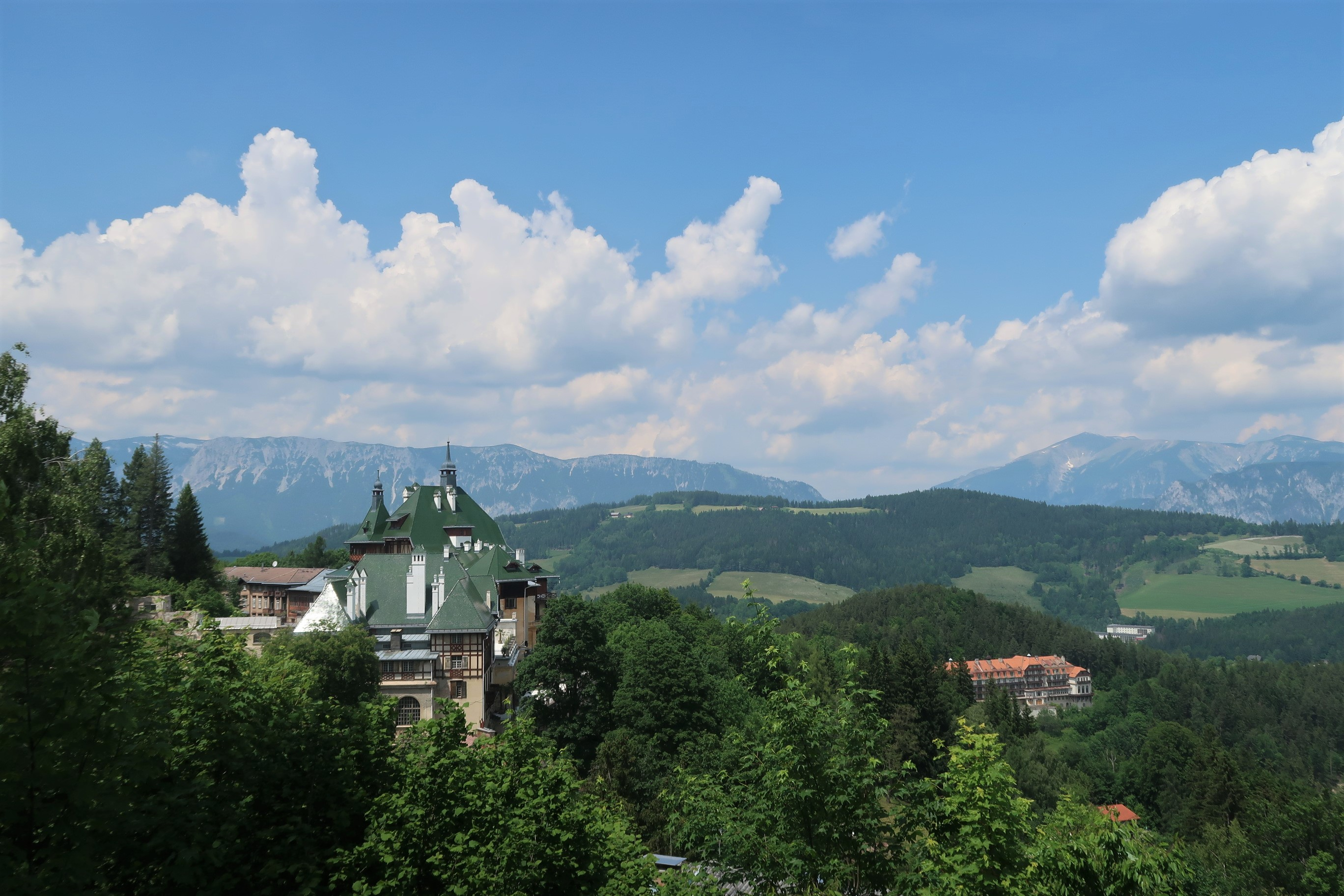
Pohled z vyhlídky v ulici Hochstraße
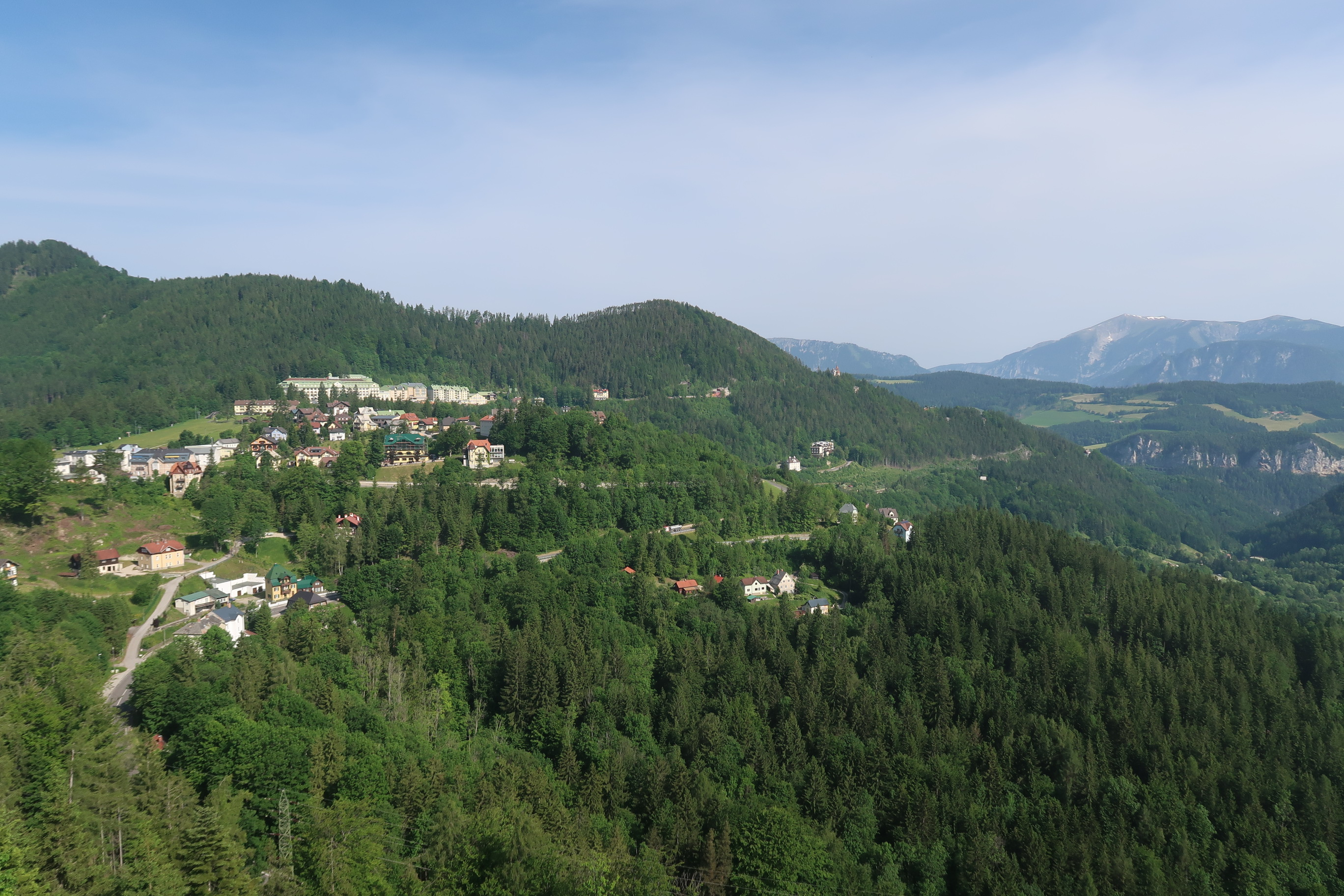
Panorama z vyhlídky u Sporthotelu
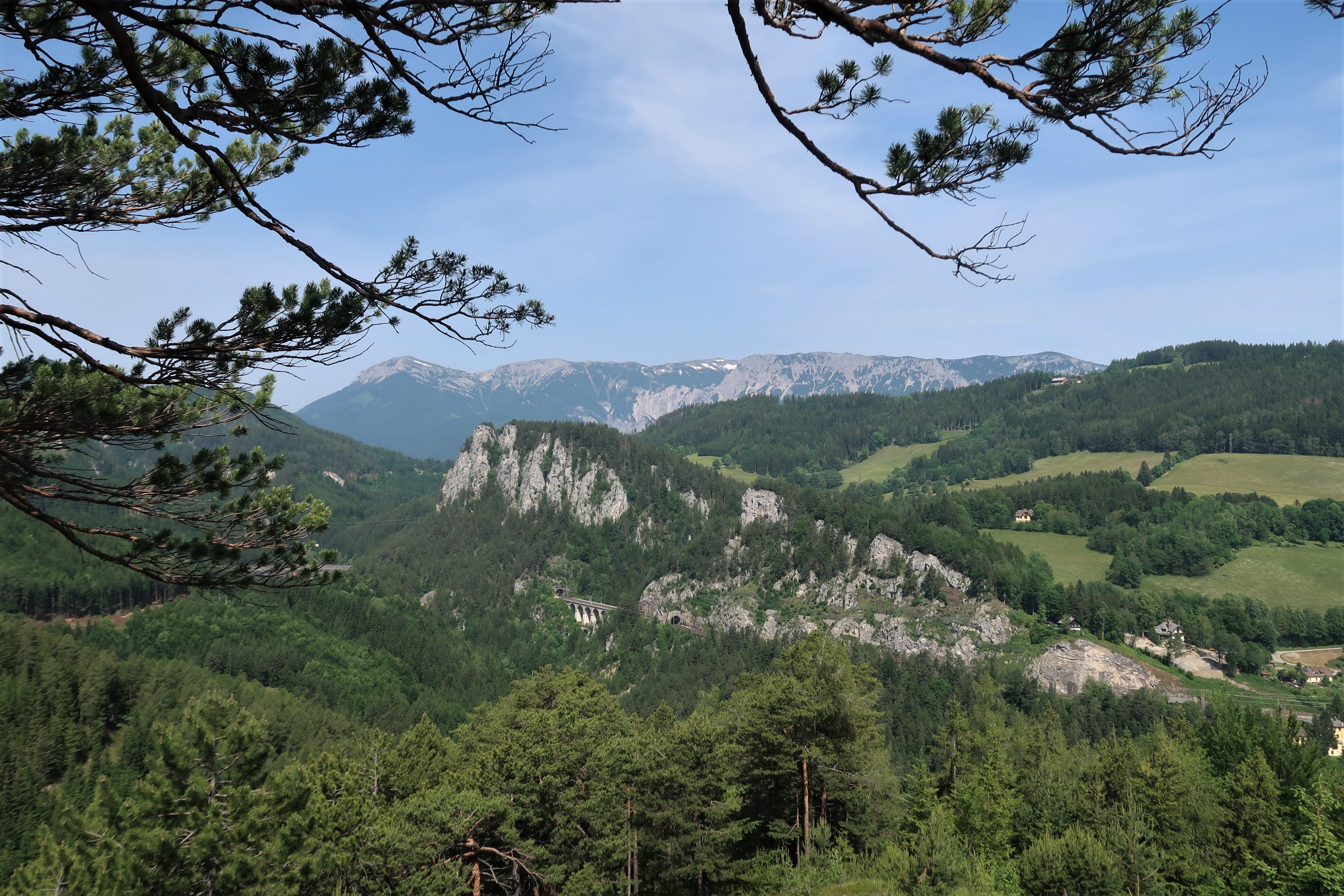
Nejznámější panorama horské železnice z vyhlídky 20 Schilling-Blick
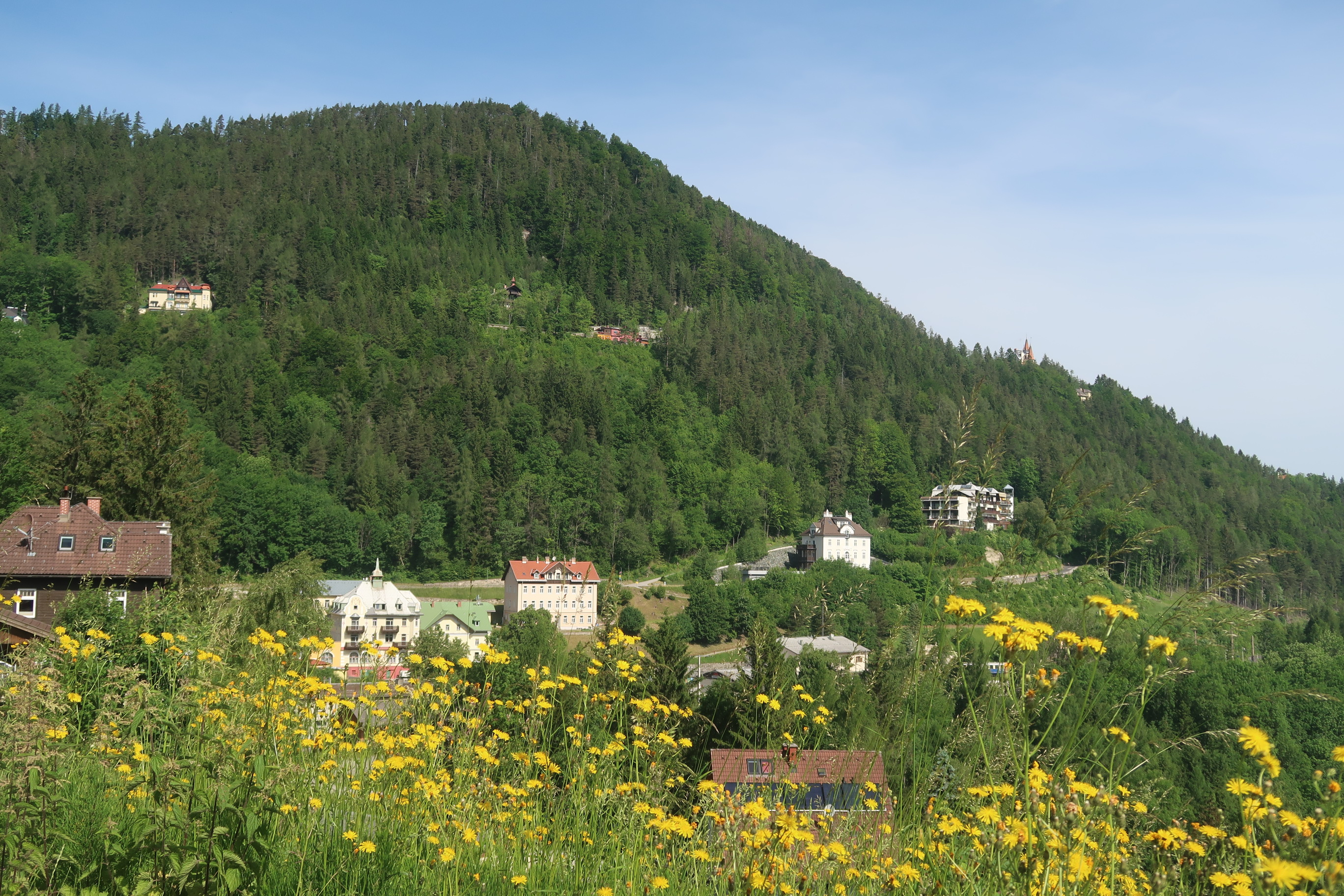
Pohled z ulice Carolusstraße
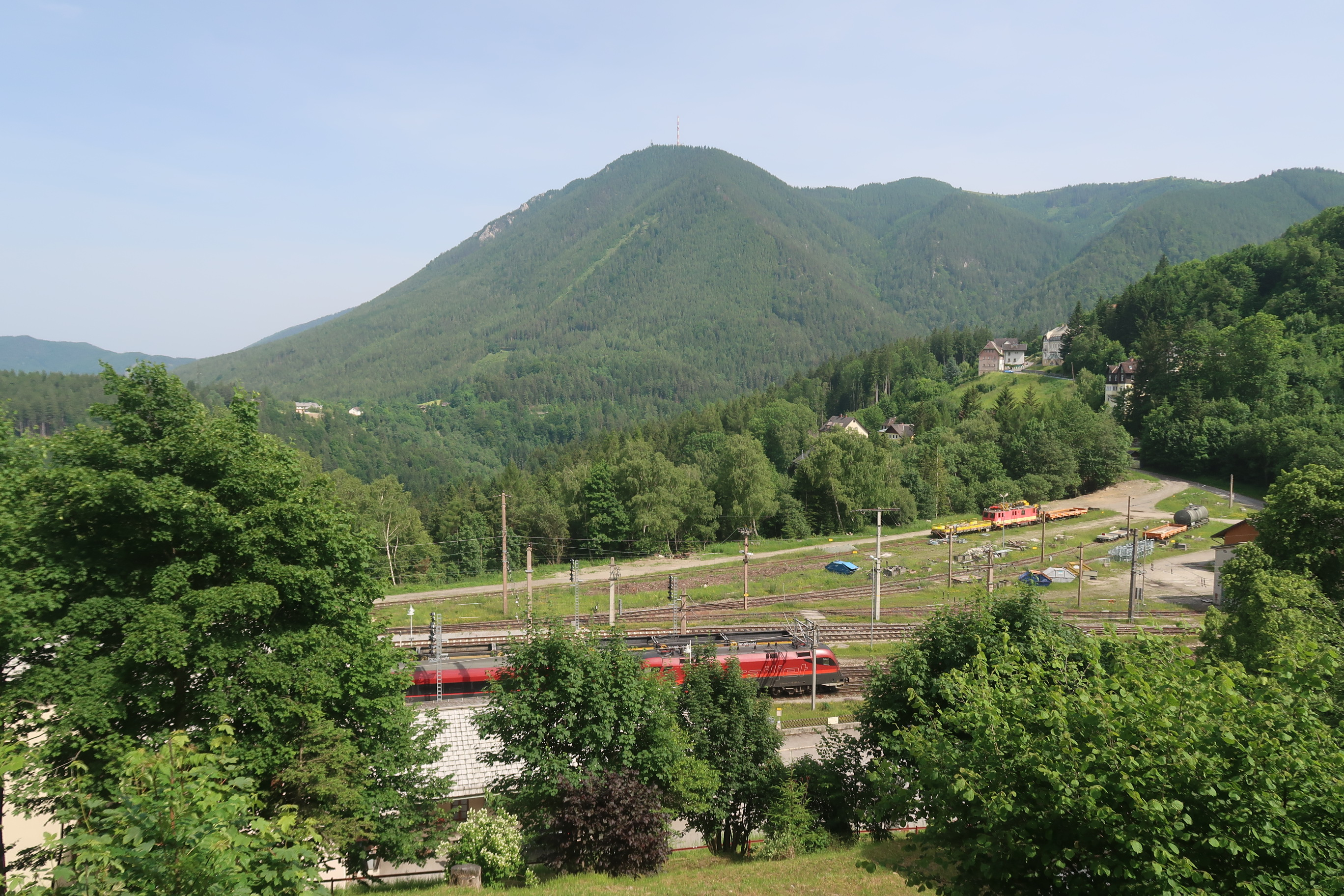
Nádraží s vrcholem Sonnwendstein